# Ijoukak
Ijoukak (arabisch اجوكاك, Zentralatlas-Tamazight ⵉⵊⵓⴽⴰⴽ Ijukak) ist ein Berberdorf mit etwa 1500 Einwohnern bzw. der Hauptort einer Landgemeinde (commune rurale) mit insgesamt etwa 5500 Einwohnern an der Nordflanke des Hohen Atlas in der Provinz Al Haouz in der Region Marrakesch-Safi in Marokko.

## Lage und Klima
Der etwa 1180 m hoch gelegene Ort liegt am Oued Nfiss ca. 130 km (Fahrtstrecke) südlich der Stadt Marrakesch bzw. etwa 30 km nordöstlich des Tizi n’Test-Passes etwa 500 m südlich der schmalen und kurvenreichen Bergstraße R203, die Marrakesch mit Ouarzazate bzw. Taroudannt verbindet. Wegen der Höhenlage ist das Klima gemäßigt; Regen (ca. 350 mm/Jahr) fällt hauptsächlich im Winterhalbjahr.

## Bevölkerung
| Jahr      | 1994 | 2004 | 2014 | 2024 |
| Einwohner | 6305 | 6641 | 6700 | 5633 |

Im Ort und seiner Umgebung leben nahezu ausschließlich Berberfamilien.

## Wirtschaft
Die Bewohner des Ortes und seiner Umgebung lebten bis zur Mitte des 20. Jahrhunderts hauptsächlich als Selbstversorger von etwas Feldwirtschaft, vor allem aber von der Viehzucht (Schafe und Ziegen). Als Folge des zunehmenden Verkehrs auf der sukzessive asphaltierten R203 und dem Bau kleinerer Pensionen (gîtes) und Hotels für Trekking-Touristen hat sich der Charakter des Ortes seit den 1980er Jahren stark verändert. Ijoukak ist die letzte größere Station vor der Passhöhe des Tizi n’Test und so finden sich hier viele einfache Restaurants und Cafés; daneben existieren einige Souvenirgeschäfte mit Berberschmuck und/oder Mineralien.

## Geschichte
Im ausgehenden 19. und beginnenden 20. Jahrhundert stand Ijoukak unter der Dominanz des die Region kontrollierenden Berberstammes der Goundafa. Das Erdbeben vom 8. September 2023 richtete in Ijoukak und Umgebung erhebliche Schäden an Gebäuden an.

## Sehenswürdigkeiten
- Ijoukak wird dominiert vom Agadir n’Gouf, einer zu Beginn des 20. Jahrhunderts angelegten Festung (kasbah) des Goundafa-Clans.
- Nur noch wenige etwas abseits der Straße gelegene Häuser zeigen das traditionelle mörtellose Natursteinmauerwerk mit Flachdächern aus Schilfgeflecht; an ihre Stelle treten immer mehr neue Häuser aus Hohlblocksteinen mit Betondecken.
- Der Ort Tinmal mit seiner almohadischen Moschee befindet sich nur etwa 6 km südwestlich.
- Der 4167 m hohe und etwa 25 km östlich gelegene Jbel Toubkal ist im Rahmen von Bergwanderungen und Trekking-Touren gut zu erreichen.